# BeppoSAX
BeppoSAX war ein italienisch/niederländischer Forschungssatellit für astronomische Beobachtungen mit Röntgenstrahlen.

## Geschichte
BeppoSAX war benannt nach dem italienischen Astronomen Giuseppe „Beppo“ Occhialini und der Abkürzung für „Satellite per Astronomia a raggi X“ (ital. „Satellit für Röntgenastronomie“). BeppoSAX wurde von der italienischen Weltraumagentur ASI und der niederländischen Luft- und Raumfahrtagentur NIVR entwickelt und am 30. April 1996 mit einer Atlas-I-Rakete in eine niedrige Erdumlaufbahn mit 3.9° Bahnneigung gebracht. Die wissenschaftliche Mission endete mit der Abschaltung  am 30. April 2002. Der 1,4 Tonnen schwere Satellit stürzte am 29. April 2003 über dem Pazifischen Ozean wieder auf die Erde.
BeppoSAX hatte fünf wissenschaftliche Instrumente für Röntgenstrahlung im Energiebereich 0,1–300 keV.
BeppoSAX gewann Röntgenspektren vieler Objekte wie aktiver Galaxien und Röntgendoppelsterne. Von großer Bedeutung waren die erstmals mit BeppoSAX gewonnenen raschen und genauen Positionen von Gammablitzen. Die damit möglichen gezielten Folgebeobachtungen zeigten die hohe Rotverschiebung dieser extrem energiereichen Ereignisse.
Mit dem BeppoSax gelang 1997 die Beobachtung eines Nachglühens im Röntgenbereich bei einem Gammablitz (Enrico Costa, Filippo Frontera), kurz darauf gefolgt von Beobachtungen anderen Orts im optischen Bereich (Jan van Paradijs). 1999 entdeckte BeppoSAX einen Ausbruch starker Röntgenstrahlen aus V4641 Sagittarii. Das Team (unter Leitung von Ed van den Heuvel), das mit BeppoSax wesentlich daran beteiligt war, die Natur der Gammastrahlblitze zu klären, erhielt 2002 den Descartes-Preis.